# Бройниг, Лоренц
Лоренц Бройниг (нем. Lorenz Breunig; 11 августа 1882, Вайльбах —15 февраля 1945, концлагерь Заксенхаузен) — немецкий профсоюзный деятель, социал-демократ, антифашист.

## Биография
Рабочий-токарь. Участник Первой мировой войны.
С 1917 года работал на прусских государственных железных дорогах во Франкфурте-на-Майне. Вступил в профсоюз.
Позже работал в Берлине, был секретарем Главного Совета немецкого профсоюза железнодорожников. С 1920 по 1924 год избирался членом рейхстага.
С 1922 года — член Независимой социал-демократической партии Германии, в 1924 году вступил в СДПГ.
Видный деятель профсоюзного движения Германии. Поддерживал тесные связи с Международной федерацией работников транспорта (ITF) в Брюсселе.
После установления в Германии диктатуры национал-социалистов продолжал работать секретарем немецкого железнодорожного профсоюза, принимал участие в работе Международной федерации транспортных рабочих.
В начале Второй мировой войны в сентябре 1939 года вместе с 73 другими бывшими должностными лицами Союза был арестован фашистами и после краткого пребывания в тюрьме Моабит заключён в концентрационный лагерь Заксенхаузен. Из-за тяжелого заболевания астмой долгое время находился в лазарете.
15 февраля 1945 года вместе с более чем 3900 другими заключёнными Заксенхаузена, в том числе более чем 700 из лагерного лазарета, был отравлен в газовой камере.